# Cementiri de la parròquia de Foix
El Cementiri de la parròquia de Foix és una obra del municipi de Torrelles de Foix (Alt Penedès) inclosa en l'Inventari del Patrimoni Arquitectònic de Catalunya.
El cementiri de la Parròquia de Foix està situat damunt d'un turó, front de l'ermita nova de Foix, envoltat de Vinyes. Té planta rectangular i distribució simètrica. La porta d'accés, centrada en un dels costats, es corona amb frontó circular i es tanca amb una reixa que permet veure, al fons, una capella amb frontó triangular. Els nínxols ocupen els dos murs laterals. El llenguatge arquitectònic emprat en el conjunt de l'obra és el Neoclassicisme.